# Lycosa fulviventris
Lycosa fulviventris este o specie de păianjeni din genul Lycosa, familia Lycosidae. A fost descrisă pentru prima dată de Kroneberg, 1875.
Este endemică în Uzbekistan. Conform Catalogue of Life specia Lycosa fulviventris nu are subspecii cunoscute.